# 朱昌镇 (毕节市)
朱昌镇，是中华人民共和国贵州省毕节市七星关区下辖的一个乡镇级行政单位。

## 行政区划
朱昌镇下辖以下地区：
朱昌村、青杠村、小屯村、哈朗村、双堰村、宋伍村、王家冲村、八亩村、螺蛳村、白泥村、伍坪村、发启村、花厂村和山脚村。